# Apterostigma affinis
Apterostigma affinis é uma espécie de inseto do gênero Apterostigma, pertencente à família Formicidae.